# Licht-adjustierbare Linse
Die licht-adjustierbare Linse (LAL) ähnelt den herkömmlichen Implantaten (Intraokularlinse, IOL), die aus statischem Kunststoff hergestellt sind. 
Die licht-adjustierbare Linse besteht aus Silikon, das mit Polymeren angereichert wurde, die auf UV-Licht reagieren. Wird die LAL mit UV-Licht bestrahlt, verändern die Polymere ihre Struktur. So kann die Linse auch nach der Operation noch bis zu zwei Dioptrien plus oder minus verändert werden.
Insofern kann die licht-adjustierbare Linse nicht nur bei Patienten mit Grauem Star eingesetzt werden, sondern grundsätzlich auch bei kurz- oder weitsichtigen Menschen.
Die licht-adjustierbaren Linse wurde 1999 von dem amerikanischen Augenarzt Dr. Daniel Schwarz und dem Chemieprofessor und späteren Nobelpreisträger für Chemie Robert Grubbs entwickelt. 